# Caso Kawas Fernández vs. Honduras
El Caso Kawas Fernández vs. Honduras es una sentencia de la Corte Interamericana de Derechos Humanos del 3 de abril del 2009, sobre la responsabilidad del Estado de Honduras por el asesinato de la activista ambiental, Blanca Jeannette Kawas el 6 de febrero de 1995. La corte determinó que el Estado de Honduras incumplió con la investigación de los hechos, no practicó las debidas diligencias y constató que participó al menos un agente del estado en el asesinato, violando su derecho a la vida y libre asociación.

## Hechos

### Activismo ambiental
Durante los años 90, una variedad de intereses económicos en Honduras empezaron a promover la tala y la introducción de cultivos en varias zonas protegidas de Honduras, especialmente aquellas ubicadas en Tela. Ante esto, varias organizaciones ecologistas y ambientalistas de Honduras se organizaron para reaccionar al fenómeno. Entre estos, se encontraba la activista Blanca Jeannette Kawas, quien fundó la Fundación para la Protección de Lancetilla, Punta Sal y Texiguat (PROLANSATE), para trabajar con las comunidades Garifuna locales y declarar esas zonas como áreas protegidas. Con el respaldo de Naciones Unidas, formó un proyecto para dar mantenimiento al parque de Lancetilla y logró la aprobación del Decreto 154-94, que declaró a Punta Sal como parque nacional. En el mismo año, Kawas logró presionar al gobierno de Rafael Callejas para detener la construcción de canales y otros proyectos en la zona.

### Asesinato
En 1995, Kawas organizó varias protestas contra la entrega de títulos de propiedad a empresarios y campesinos en la reserva de Punta Sal, iniciativa del gobierno de Carlos Roberto Reina. El 6 de febrero de 1995, a dos días de organizar una protesta en la zona, dos hombres armados irrumpieron la casa de Kawas aproximadamente a las 7:45 p. m. y le dispararon en el cuello con un arma de fuego de calibre 9 mm. Blanca Jeannette Kawas falleció inmediatamente según el reporte forense.

### Investigación
El 7 de febrero de 1995, el Juzgado de Paz de lo Criminal de Tela inició las investigaciones sobre el delito de Asesinato Consumado contra la señora Blanca Jeannette Kawas Fernández, el juzgado ordenó la inspección del lugar de los hechos y el reconocimiento médico del cadáver, asimismo se empezaron a recibir declaraciones testimoniales de 27 testigos. Para el 6 de marzo de 1995, el sargento de policía Ismael Perdomo capturó a un joven de 16 años de edad y lo entregó a la Dirección de Investigación Criminal del Ministerio Público, el joven se declaró como responsable del asesinato junto con dos familiares. Posteriormente el Juzgado de Paz de lo Criminal liberó al joven y anuló la orden de captura contra sus familiares por encontrar que el joven confesó bajo coacción y que no existían suficientes pruebas para conectarles a los hechos. En 1996, se hicieron las últimas diligencias y no se desarrollaron más, ya que la Dirección de Investigación Criminal de Tela emitió un informe donde afirmaron que por tratarse de un caso con varios intereses de por medio, los investigadores corren peligro.
No fue hasta el 2003 que se resumieron las diligencias probatorias, dado que a inicios del año el Equipo de Reflexión, Investigación y Comunicación de la Compañía de Jesús en Honduras (ERIC) había denunciado la falta de investigación ante la Comisión Interamericana. Al resumirse las investigaciones, se encontró que varios testigos dejaron sus testimonios incompletos porque se encontraban amenazados por miembros de la policía nacional. Ante consulta de la Corte Suprema de Honduras, el Ministerio Público afirmó que era muy probable que el asesinato estuviera ligado al activismo de Kawas, y que existen indicios para creer que funcionarios públicos participaron en la obstrucción de la investigación. A partir de esto, el Ministerio Público sugirió ampliar testimonios, capturar al sargento Perdomo por coacción y conformar un equipo especial de investigación sobre el crimen. Para noviembre del 2006, el sargento había sido liberado por apelación judicial.
Para el 2008, la investigación seguía en etapa preliminar, y no se ha encontrado a responsable alguno, también se encontró que el Estado nunca llevó a cabo las medidas necesarias para proteger a testigos.

### Amenazas a los activistas ambientales en Honduras
Posterior al asesinato de Blanca Jeannette Kawas, se han reportado varios actos de agresión, amenazas y ejecuciones contra varios activistas ambientales, como el asesinato del activista del Aguán, Carlos Escaleras en 1997 y el activista olanchano Carlos Antonio Luna López en 1998. En estos casos no se han encontrado los actores intelectuales del delito, ni se han capturado a todos los responsables.

## Procedimiento

### Demanda
El 13 de enero del 2003, el Centro por la Justicia y el Derecho Internacional y el Equipo de Reflexión, Investigación y Comunicación de la Compañía de Jesús en Honduras, denunciaron el asesinato de Kawas y la falta de investigación ante la Comisión Interamericana de Derechos Humanos. El 13 de octubre de 2005 la Comisión declaró admisible la petición. Para el 2006 la Comisión emitió una serie de recomendaciones al Estado de Honduras, la comisión posteriormente encontró que el Estado no había hecho avances sustanciales con las recomendaciones, por lo cual, la Comisión decidió someter el caso a la Corte Interamericana de Derechos Humanos. Para el 4 de febrero del 2008, la corte admitió la demanda en contra de la República de Honduras a partir de los hechos denunciados.Se estableció una lista de beneficiarios de las reparaciones, conformada de 8 familiares de la señora Kawas.

#### Pretensiones
Las pretensiones de los demandantes se enlistaron como las siguientes:
- Declarar que la República de Honduras es responsable por la violación del derecho a la vida, establecido, en el artículo 4 de la Convención Americana, en perjuicio de Blanca Jeannette Kawas
- Declarar que la República de Honduras es responsable por la violación de los derechos a las garantías judiciales y a la protección judicial en perjuicio de los familiares de Blanca Jeannette Kawas Fernández
- Ordenar al Estado realizar una investigación judicial completa y efectiva, de manera pronta, para establecer las circunstancias en que resultó muerta la señora Blanca Jeannette Kawas Fernández e identificar a los culpables y cómplices en cualquier grado
- Ordenar al Estado pagar indemnizaciones y reparaciones a los familiares de Blanca Jeannette Kawas Fernández, por los daños morales y materiales contra ellos (haciendo referencia a daños psicológicos).
- Ordenar al Estado adoptar las medidas necesarias para prevenir hechos similares, como políticas que protejan a los activistas ambientales contra la violencia, y adoptar políticas públicas de lucha contra la impunidad.

### Contestación
El 3 de julio del 2008, el Estado presentó un escrito de contestación a la demanda, adjuntando distintas observaciones al caso. En la contestación el Estado aceptó su responsabilidad internacional y aceptó parcialmente las pretensiones de los demandantes (allanamiento parcial). El Estado reconoció que violó los artículos 8 (garantías judiciales), 25 (protección judicial), 1.1 (obligación de respetar derechos) y 2 (disposiciones de derecho interno) en perjuicio de los familiares de Blanca Jeannette Kawas.
Lo que el Estado no reconoció fue su violación a los artículos 4 (derecho a la vida) y 16 (libertad de asociación) en perjuicio de Blanca Jeannette Kawas. También alegó que este caso trata de un incidente aislado y que no refleja la situación de los activistas ambientales de Honduras, y que la impunidad del caso no ocasionó un contexto de violencia contra ambientalistas.
El Estado designó en su defensa a: Ángel David Reyes Paz, Sub-Procurador de la República, como Agente y, como Agente Alterno al Embajador Roberto Ramos Bustos, director general de Asuntos Especiales de la Secretaría de Estado.

#### Argumentos del Estado
- El Estado niega haber violado el artículo 4 de la Convención (derecho a la vida), ya que según la jurisprudencia del caso Masacre de Pueblo Bello Vs. Colombia este no tenía el papel de garante y por consiguiente no era responsable por la muerte de Kawas. El Estado dice no tener este papel ya que la señora Kawas nunca denunció amenazas ni se encontraba bajo medida cautelar de protección.
- El Estado alega que no existen pruebas ni investigaciones que señalen de manera concreta la participación de sus agentes en el asesinato
- Al argumento planteado por la Comisión, donde afirman que el Estado violó el derecho a la vida de Kawas por no investigar de manera adecuada su asesinato, los representantes del Estado reconocen que no se investigó correctamente, pero que la investigación ineficaz no viola el derecho a la vida, sino que viola los artículos 8 (Garantías Judiciales) y 25 (protección judicial) de la convención (a los cuales el Estado ya se allanó)
- La comisión alega que existió participación del Estado en el asesinato, ya que la conducta del agente Ismael Perdomo durante la investigación (no seguir el procedimiento debido y coaccionar una falsa confesión) indican que el Estado activamente saboteó la investigación para ocultar los hechos, donde se podría encontrar su participación. El Estado niega este alegato, ya que no hay pruebas concretas para demostrar lo alegado, y siguen existiendo varias hipótesis sobre los verdaderos responsables del crimen

### Pruebas
La Corte Interamericana admitió tres medios de prueba: Documental, Testifical y Pericial, propuestas por ambas partes.

#### Pruebas de la Comisión Interamericana
- Testimonio de Trinidad Marcial Bueno Romero, ex asistente personal de Blanca Jeannette Kawas Fernández
- Testimonio de distintos familiares de Blanca Jeannette Kawas, víctimas en el caso
- Peritaje de Rigoberto Ochoa, especialista en Derechos Humanos, analizando la condición de los activistas ambientales en Honduras
- Peritaje de Juan Almendarez, líder y activista ambiental hondureño
- Testimonio de Rafael Sambulá, ex-director de PROLANSATE
- Peritaje de Clarisa Vega Molina, exfiscal de ambiente para el Ministerio Público de Honduras

#### Pruebas del Estado
- Testimonio de Daniela Ferrera Turcios, directora general de la Fiscalía, encargada de las investigaciones sobre los asesinatos de activistas ambientales

### Dictamen y análisis

#### La responsabilidad del Estado
La Corte determinó que la obligación que tiene el Estado de respetar los derechos humanos, tal y como lo establece el artículo 1 de la Convención Americana sobre Derechos Humanos, lo responsabiliza tanto en acciones y omisiones, como en el actuar de sus agentes.
La Corte hace notar que para declarar que una violación a los derechos humanos se ha cometido, no se requiere probar la culpabilidad de los autores, la intencionalidad o identificar a los agentes responsables, sino que basta demostrar que han ocurrido acciones u omisiones que llevaron a la violación o que exista una obligación que el Estado incumplió.

#### Derecho a la vida
El Tribunal establece que el artículo 4 de la Convención (derecho a la vida) no solo constituye un derecho negativo (el Estado se abstiene de quitar la vida), sino que también incluye la obligación positiva de adoptar las medidas apropiadas para cuidar la vida. El Tribunal encontró que establecer una investigación ex officio (es decir, investigar de oficio) de las muertes violentas es una obligación positiva consagrada en el derecho a la vida. Para respaldar este punto, el Tribunal cita el caso Velásquez Rodríguez Vs. Honduras donde se considera que el deber de investigar es parte del derecho a la vida, ya que la impunidad perjudica el ejercicio de este derecho y genera un ambiente en que se empodera a sus violadores, llevando a más violaciones.
La Corte encontró que la obligación de investigar se mantiene, sin importar quien es el agente al que eventualmente se le puedan atribuir los hechos, ya que al no investigarse debidamente los hechos existe cierto nivel de complicidad por parte del Estado, lo que comprometería la responsabilidad internacional del Estado.
La parte demandante alegó que existían fuertes indicios de que las fuerzas del Estado participaron en el asesinato de Kawas, tanto al planear el hecho, como al encubrirlo.

## Sentencia

### Puntos de sentencia
El 3 de abril del 2009, la Corte emitió sentencia señalando los siguientes puntos:
- Reconocimiento parcial de la responsabilidad internacional del Estado, pues, el Estado violó los derechos a las garantías judiciales y protección judicial.
- El Estado violó el derecho a la vida en perjuicio de Blanca Jeannette Kawas Fernández, por la posible participación de sus agentes en el asesinato.
- Estado violó el derecho a la integridad personal en perjuicio de los familiares de la víctima, al fallar en tomar las medidas necesarias para esclarecer los hechos y responsabilizar a los culpables, el Estado dañó la salud psíquica de los familiares de la víctima.
- El Estado violó la libertad de asociación en perjuicio de la señora Blanca Jeannette Kawas Fernández, ya que al menos un agente del Estado participó su asesinato y dichos actos estuvieron motivados en el trabajo de defensa del medio ambiente realizado por la señora Kawas.
- El Estado no incumplió el deber de adoptar disposiciones de derecho interno para la protección de los derechos humanos.

### Parte dispositiva

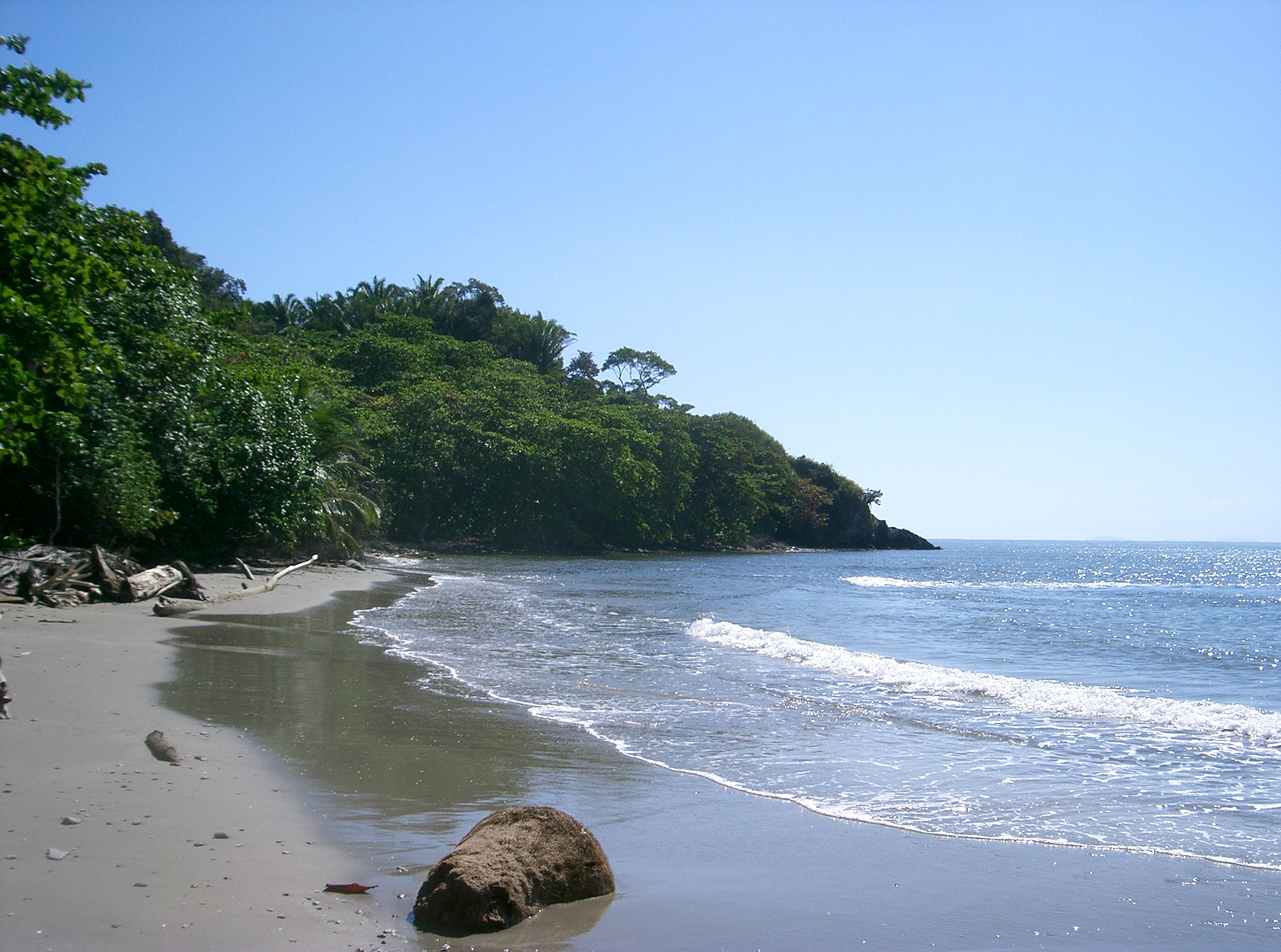
En la sentencia se ordenó al Estado de Honduras oficialmente renombrar y señalizar la zona de "Punta Sal" como el Parque Nacional Jeannette Kawas

Votando de forma unánime, la Corte dispuso:
- El Estado debe pagar indemnización a los familiares de Blanca Jeannette Kawas Fernández las indemnizaciones correspondientes a daño material e inmaterial, y el reintegro de costas y gastos.
- El Estado debe concluir los procedimientos penales, o iniciar los correspondientes, por los hechos que generaron las violaciones del presente caso.
- El Estado debe publicar la sentencia en al menos un diario de circulación nacional.
- El Estado debe realizar un acto público de reconocimiento de responsabilidad internacional.
- El Estado debe levantar un monumento en memoria de Blanca Jeannette Kawas Fernández y realizar la rotulación del parque nacional que lleva su nombre.
- .El Estado debe brindar gratuitamente, de forma inmediata y por el tiempo que sea necesario, el tratamiento psicológico y/o psiquiátrico a los familiares de la víctima.
- .El Estado debe ejecutar, en un plazo de dos años, una campaña nacional de concientización y sensibilización sobre la importancia de la labor que realizan los defensores del medio ambiente en Honduras y de sus aportes en la defensa de los derechos humanos.